# Château de Bougon
Le château de Bougon est un château abandonné du XIXe siècle situé à Bouguenais en Loire-Atlantique en France.  Non entretenu depuis plusieurs décennies, sa démolition est annoncée à la suite d’un incendie lui causant de lourds dommages supplémentaires en 2025.

## Localisation
Le château est situé à proximité de l’aéroport de Nantes-Atlantique, sur des terrains désormais gérés par la Direction générale de l'Aviation civile.

## Histoire
Le château a été érigé au XIXe siècle par le Nantais Paul Renaud, un constructeur-mécanicien ayant fait fortune dans le machinisme agricole. Il se fait construire la demeure après avoir acquis 110 hectares de terrain en 1864 et rasé un ancien château incendié lors de la Révolution. Sa fille, qui en hérita, en fut expulsée par les Allemands en 1940. Bombardé en 1943 par les Alliés puis repris par l’Armée de l’air française, le château est depuis à l’abandon. Il a été endommagé par un incendie en 2007 puis plus gravement par un autre en août 2025.